# Yekaterina Bírlova

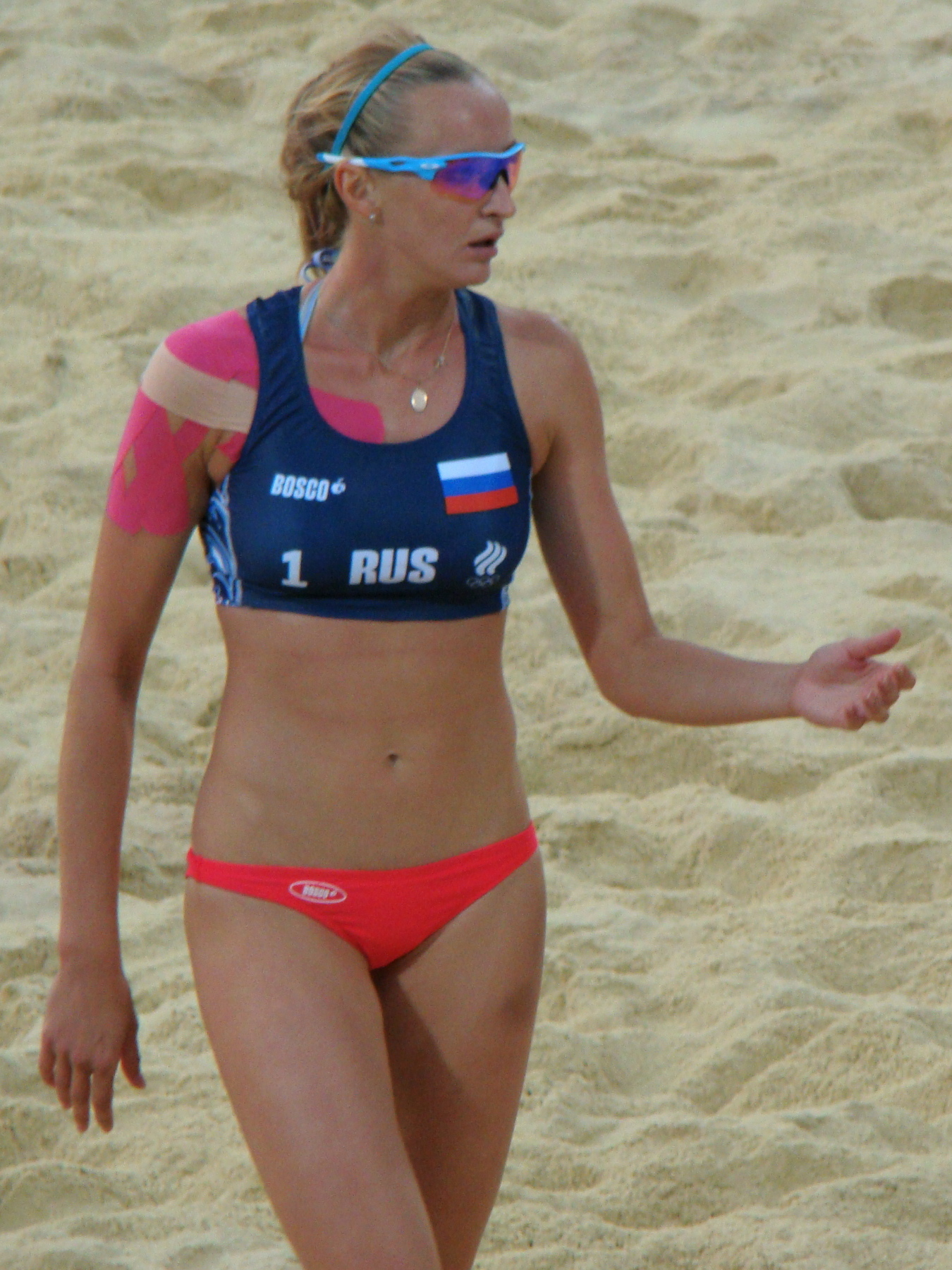
Bírlova en los Juegos Olímpicos de Londres 2012.

Yekaterina Vladímirovna Bírlova –en ruso, Екатерина Владимировна Бирлова– (nacida como Yekaterina Jomiakova, Briansk, URSS], 11 de agosto de 1987) es una deportista rusa que compitió en voleibol, en la modalidad de playa.
Ganó una medalla de plata en el Campeonato Europeo de Vóley Playa de 2014. Participó en dos Juegos Olímpicos de Verano, ocupando el noveno lugar en Londres 2012 y el quinto en Río de Janeiro 2016.

## Palmarés internacional
| Campeonato Europeo | Campeonato Europeo          | Campeonato Europeo | Campeonato Europeo |
| Año                | Lugar                       | Medalla            | Pareja             |
| ------------------ | --------------------------- | ------------------ | ------------------ |
| 2014               | Quartu Sant'Elena ( Italia) | Medalla de plata   | Yevgueniya Ukolova |